# Protaetia coenosa
Protaetia coenosa är en skalbaggsart som beskrevs av John Obadiah Westwood 1849. Protaetia coenosa ingår i släktet Protaetia och familjen Cetoniidae. Inga underarter finns listade i Catalogue of Life.